# (38799) 2000 RE54
2000 RE54 (asteroide 38799) é um asteroide da cintura principal. Possui uma excentricidade de 0.05119900 e uma inclinação de 7.02340º.
Este asteroide foi descoberto no dia 1 de setembro de 2000 por LINEAR em Socorro.